# John Tyler Morgan
John Tyler Morgan (Athens, 20 de junio de 1824 - Washington D.C, 11 de junio de 1907) fue un general del Ejército de los Estados Confederados durante la guerra civil estadounidense al igual que senador estadounidense después de la guerra durante seis mandatos por el estado de Alabama. Poseedor de esclavos antes de la Guerra Civil, fue un defensor de las leyes Jim Crow, los derechos estatales y la segregación racial durante la era de la reconstrucción. Era un expansionista, defendiendo la anexión de Hawái y la construcción de un canal interoceánico en América Central por parte de Estados Unidos.

## Primeros años
Morgan nació en Athens, Tennessee en una familia de origen galés cuyo antepasado, James B. Morgan (1607-1704), se estableció en la Colonia de Connecticut. John T. Morgan fue educado inicialmente por su madre. En 1833, se mudó con sus padres al condado de Calhoun, Alabama donde asistió a escuelas fronterizas y luego estudió derecho en Tuskegee con el juez William Parish Chilton, su cuñado. Después de la admisión a la barra, estableció un despacho en Talladega. Diez años después, Morgan se mudó al condado de Dallas y reanudó la práctica de la abogacía en Selma y Cahaba.
En cuanto a la política, Morgan se convirtió en elector presidencial en la lista demócrata en 1860 y apoyó a John C. Breckinridge. Fue delegado del condado de Dallas a la Convención Estatal de 1861, que aprobó la ordenanza de secesión.

## Como militar

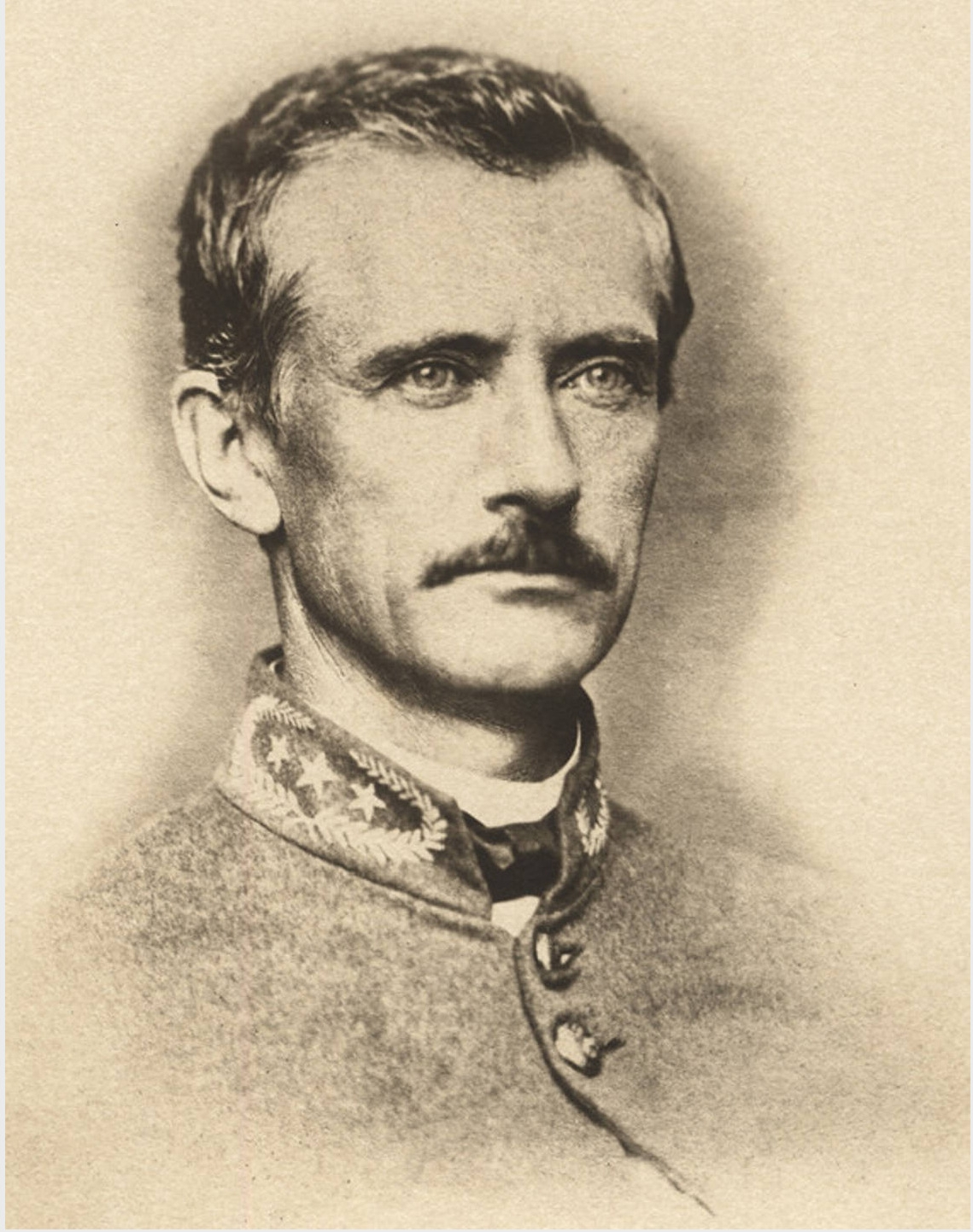
Morgan en la Guerra Civil.

Con el voto de Alabama para abandonar la Unión, a la edad de 37 años Morgan se alistó como soldado raso en los Cahaba Rifles, que prestó sus servicios como voluntario en el Ejército Confederado y fue asignado a la 5.ª Infantería de Alabama. Vio acción por primera vez en la Primera Batalla de Manassas en el verano de 1861. Morgan ascendió a comandante y luego a teniente coronel, sirviendo bajo el mando del Coronel Robert E. Rodes, un futuro general confederado. Morgan dimitió en 1862 y regresó a Alabama, sin embargo en agosto de ese mismo año reclutó un nuevo regimiento, el 51.º Alabama Partisan Rangers, convirtiéndose en su coronel. Lo dirigió en la Batalla de Murfreesborough, operando en cooperación con la caballería de Nathan Bedford Forrest.
Cuando Rodes fue ascendido a general de división y se le asignó una división en el Ejército de Virginia del Norte, Morgan rechazó una oferta para comandar la antigua brigada de Rodes y, en cambio, permaneció en el Teatro Occidental, liderando tropas en la Batalla de Chickamauga. El 16 de noviembre de 1863, fue nombrado general de brigada de caballería y participó en la campaña de Knoxville. Su brigada estaba formada por los regimientos de Caballería de Alabama 1.º, 3.º, 4.º (Russell), 9.º y 51.º.
Sus hombres fueron derrotados y dispersados por la caballería federal el 27 de enero de 1864. Fue reasignado a un nuevo mando y luchó en la Campaña de Atlanta. Posteriormente, sus hombres acosaron a las tropas de William T. Sherman durante la marcha hacia el mar. Más tarde, fue asignado a tareas administrativas en Demopolis, Alabama. Cuando la Confederación se derrumbó y la guerra terminó, Morgan estaba tratando de organizar tropas negras de Alabama para la defensa nacional.

## Como político

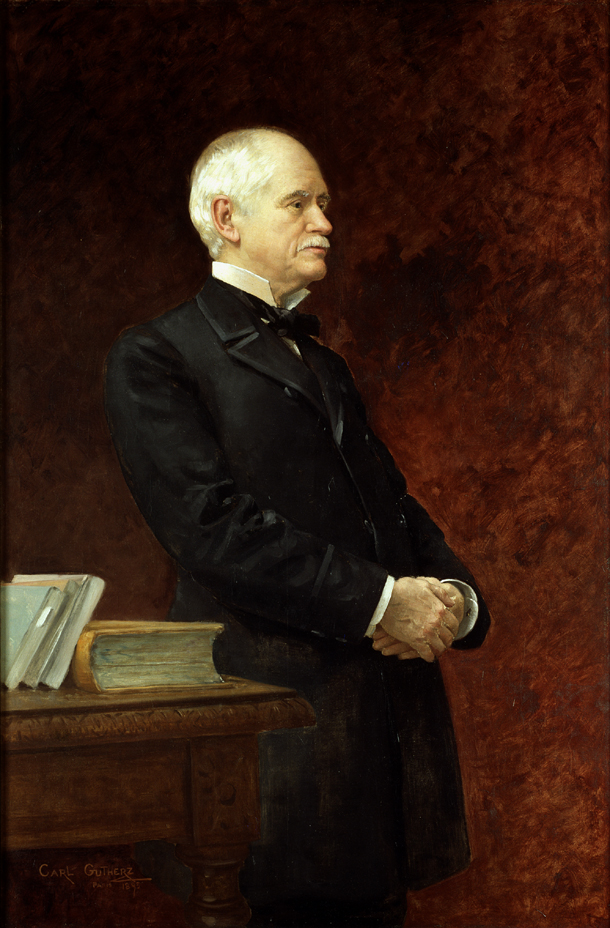
Morgan, alrededor de 1875.

Después de la guerra, Morgan reanudó la práctica de la abogacía en Selma, Alabama. Según información privilegiada, después de la muerte de James H. Clanton en 1872, Morgan supuestamente lo sucedió como el Gran Dragón del Ku Klux Klan en Alabama, pero aparte de una cuenta personal, no hay evidencia física o histórica de esto. Volvió a ser elector presidencial en la lista demócrata en 1876 y fue elegido demócrata al Senado de los Estados Unidos en ese año, siendo reelegido en 1882, 1888, 1894, 1900 y 1906, y sirvió desde el 4 de marzo de 1877 hasta su muerte. Durante gran parte de su mandato, se desempeñó como senador junto a otro ex general confederado, Edmund W. Pettus.
Morgan abogó por la separación de negros y blancos en Estados Unidos alentando la migración de personas negras fuera del sur de Estados Unidos. Hochschild escribió, "en varios momentos de su larga carrera, Morgan también abogó por enviarlos [negros] a Hawai, a Cuba y a las Filipinas, que, tal vez porque las islas estaban tan lejos, afirmó que eran un "hogar nativo para los negros".
Morgan también trabajó incondicionalmente por la derogación de la Decimoquinta Enmienda a la Constitución de los Estados Unidos, que tenía la intención de evitar la negación de los derechos de voto por motivos de raza. Él "presentó y defendió varios proyectos de ley para legalizar la práctica del asesinato por justiciero racista [linchamiento] como un medio para preservar el poder blanco en el sur profundo".
Fue presidente de la Comisión de Reglas (46.º Congreso), de la Comisión de Relaciones Exteriores (53.º Congreso), de la Comisión de Canales Interoceánicos (56.º y 57.º Congresos) y de la Comisión de Salud Pública y Nacional. Cuarentena (59.º Congreso).

### Política exterior
Entre 1887 y 1907, Morgan desempeñó un papel de liderazgo en el poderoso Comité de Relaciones Exteriores. Pidió un canal que uniera los océanos Atlántico y Pacífico a través de Nicaragua, ampliando la marina mercante y la Armada, y adquiriendo Hawái, Puerto Rico, Filipinas y Cuba. Esperaba que los mercados latinoamericanos y asiáticos se convirtieran en un nuevo mercado de exportación para el algodón, el carbón, el hierro y la madera de Alabama. El canal haría mucho más factible el comercio con el Pacífico, y un ejército ampliado protegería ese nuevo comercio. Para 1905, la mayoría de sus sueños se habían hecho realidad, y por supuesto el canal pasaba por Panamá en lugar de Nicaragua.
En 1894, Morgan presidió una investigación, conocida como Informe Morgan, sobre la Revolución Hawaiana, cuya investigación concluyó que Estados Unidos se había mantenido completamente neutral en el asunto. Fue el autor de la introducción al Informe Morgan basado en los hallazgos del comité de investigación.
Fue un firme partidario de la anexión de la República de Hawái y visitó allí en 1897 en apoyo de la anexión. Creía que la historia de los Estados Unidos indicaba claramente que era innecesario celebrar un plebiscito en Hawái como condición para la anexión. Fue nombrado por el presidente William McKinley en julio de 1898 a la comisión creada por la Resolución de Newlands para establecer el gobierno en el Territorio de Hawái. Morgan también fue un firme partidario de los revolucionarios cubanos en la década de 1890.

## Fallecimiento
Morgan falleció en Washington D. C. mientras aún estaba en el cargo. Fue enterrado en el cementerio Live Oak en Selma, Alabama. El resto de su mandato como senador estuvo a cargo de John H. Bankhead.

Un artículo del profesor de historia Thomas Adams Upchurch en Alabama Review de abril de 2004 dice:
Sus discursos en el Congreso y sus escritos publicados demuestran el papel central que desempeñó Morgan en el drama de la política racial en el Capitolio y en la prensa nacional desde 1889 hasta 1891. Más importante aún, revelan su liderazgo en la creación de la ideología de la supremacía blanca que dominó las relaciones raciales estadounidenses desde la década de 1890 hasta la de 1960. De hecho, Morgan emergió como el ideólogo racista más prominente y notorio de su época, un hombre que, al igual que cualquier otro individuo, marcó el tono de la próxima era de Jim Crow.

### Legado
- En 1953, Morgan fue elegido miembro del Salón de la Fama de Alabama.
- La Academia John T. Morgan en Selma lleva el nombre de Morgan. Fundada en 1965, la academia de segregación originalmente impartía clases en la antigua casa de Morgan.
- Morgan Hall en el campus de la Universidad de Alabama, que alberga el Departamento de Inglés, recibió su nombre. El 18 de diciembre de 2015, el retrato de Morgan fue retirado del edificio,[11] y en 2016 la universidad estaba considerando los resultados de una petición para cambiar el nombre del edificio a Harper Lee.[12] Para junio de 2020, la Junta de Fideicomisarios de Alabama finalmente decidió estudiar los nombres de los edificios en el campus y considerar cambiarlos.[13] El 17 de septiembre de 2020 votaron para eliminar su nombre del edificio.[14]
- Un arco conmemorativo en los terrenos del Edificio Federal/Palacio de Justicia de los Estados Unidos en Selma rinde homenaje a los senadores Morgan y Pettus.

## Otras lecturas
- Eicher, John H., and David J. Eicher, Civil War High Commands. Stanford: Stanford University Press, 2001. ISBN 978-0-8047-3641-1.
- Fry, Joseph A., John Tyler Morgan and the Search for Southern Autonomy, Knoxville: University of Tennessee Press, 1992, ISBN 0-87049-753-7.
- Sifakis, Stewart. Who Was Who in the Civil War. New York: Facts On File, 1988. ISBN 978-0-8160-1055-4.
- Warner, Ezra J. Generals in Gray: Lives of the Confederate Commanders. Baton Rouge: Louisiana State University Press, 1959. ISBN 978-0-8071-0823-9.